# Ahora Canarias
Ahora Canarias es una federación de partidos de ámbito canario, de la que forman parte Alternativa Nacionalista Canaria y Unidad del Pueblo, y que además cuenta con el apoyo de otros colectivos y personas a título individual.
Ahora Canarias concurrió a las elecciones generales del 28 de abril de 2019 y a las autonómicas, insulares y municipales del 26 de mayo del mismo año. A las elecciones al Parlamento europeo del 26 de mayo lo hizo integrada en la coalición electoral Ahora Repúblicas, junto con Esquerra Republicana de Catalunya, Euskal Herria Bildu, Bloque Nacionalista Galego, Andecha Astur y Puyalón de Cuchas.

## Historia
En septiembre de 2018 se pone en marcha el proceso de Unidad Independentista Canaria por iniciativa de Alternativa Nacionalista Canario (ANC) y Unidad del Pueblo (UP) como un espacio político donde tenga cabida "todo el movimiento independentista canario". En enero de 2019 se suma al proceso el Congreso Nacional de Canarias (CNC), aunque no forma parte oficialmente de la coalición. Asimismo, la plataforma Hijos de Canarias como organización cívica también pidió apoyos al proceso unitario.
El viernes 8 de febrero de 2019 en una rueda de prensa celebrada en Tenerife, se presentó la nueva coalición electoral producto del proceso de Unidad Independentista Canaria con el objetivo de concurrir a las elecciones generales del 28 de abril, a las elecciones autonómicas, insulares y municipales y a las elecciones europeas del 26 de mayo en la coalición Ahora Repúblicas.
Ahora Canarias anunció el 24 de septiembre de 2019 que se presentaba a las elecciones generales del 10 de noviembre, logrando consolidar el proyecto al conseguir presentar candidatura en todas las islas.
El 21 de julio de 2020, Ahora Canarias anuncia que deja de ser una coalición electoral para convertirse en una federación de partidos, en la que están integrados los dos partidos fundacionales, es decir, Alternativa Nacionalista Canaria y Unidad del Pueblo.
Coincidiendo con las elecciones municipales, insulares y autonómicas de 2023, Ahora Canarias conformó una coalición electoral con el Partido Comunista del Pueblo Canario, que además pretende ser un paso hacia la construcción del bloque nacional-popular canario en las que, trascendiendo lo electoral, las fuerzas políticas y sociales del pueblo y la clase obrera canaria conformen una estrategia de unidad de acción para superar la actual formación histórica. Los resultados fueron meramente testimoniales por debajo del 1,00% y sin representación.

## Resultados electorales
| Distrito electoral     | Votos         | %             |
| abril de 2019          | abril de 2019 | abril de 2019 |
| ---------------------- | ------------- | ------------- |
| Las Palmas             | 1,263         | 0.23%         |
| Santa Cruz de Tenerife | 1,774         | 0.34%         |
| Canarias total         | 3,037         | 0.29%         |
| Noviembre de 2019      |               |               |
| Las Palmas             | 1.110         | 0.23%         |
| Santa Cruz de Tenerife | 922           | 0.20%         |
| Canarias total         | 2,032         | 0,21%         |

| Distrito electoral   | Votos | %     |
| -------------------- | ----- | ----- |
| Islas Canarias único | 2,539 | 0.28% |
| El Hierro            | 11    | 0.18% |
| Fuerteventura        | 121   | 0.34% |
| Gran Canaria         | 1.424 | 0.39% |
| La Gomera            | 27    | 0.24% |
| La Palma             | 48    | 0.11% |
| Lanzarote            | 200   | 0.41% |
| Tenerife             | 2,016 | 0.50% |

| Distrito electoral | Votos | %     | Notas                                    |
| ------------------ | ----- | ----- | ---------------------------------------- |
| Islas Canarias     | 2.460 | 0,27% | Bajos las siglas ANC–UP–Ahora Repúblicas |